# Hylophorbus proekes
Hylophorbus proekes es una especie de anfibio anuro de la familia Microhylidae.

## Distribución geográfica
Esta especie es endémica de la provincia de Sandaun en Papúa Nueva Guinea. Solo se conoce en las laderas del sur del Monte Sapau, en las montañas Torricelli.

## Descripción
Hylophorbus proekes mide de 26 a 35 mm para los machos y de 33 a 37 mm para las hembras. Su dorso es de color marrón oscuro; su vientre, claro, es de color gris violáceo teñido de gris oscuro. Hay puntos amarillos-anaranjados en la ingle.

## Publicación original
- Kraus & Allison, 2009 : New species of frogs from Papua New Guinea. Bishop Museum Occasional Papers, n.º 104, p. 1-36[3]